# Estación La Verde
La Verde es una estación de ferrocarril ubicada en el pequeño paraje del mismo nombre, en el Partido de Mercedes, Provincia de Buenos Aires, Argentina.

## Servicios
Fue construida por la Compañía General de Ferrocarriles en la Provincia de Buenos Aires en 1908, como parte de la vía que llegó a Rosario en ese mismo año. Actualmente no posee tráfico de trenes de ningún tipo, aunque circulan zorras de la Asociación Amigos del Belgrano utilizadas para la preservación de la traza.

## Historia
La estación del ferrocarril fue el punto de partida de este paraje rural, en cuya zona de influencia se asentaron grandes establecimientos ganaderos. El nombre de la estación proviene de uno de esos emprendimientos.
Actualmente se encuentra usurpada por particulares, en muy malas condiciones de conservación y no se permite el acceso al perímetro de la estación.